# Rakefet
Rakefet (hebrejsky רַקֶּפֶת, doslova brambořík, v Izraeli běžně divoce rostoucí květina, v oficiálním přepisu do  angličtiny Raqqefet) je vesnice typu společná osada (jišuv kehilati) v Izraeli, v Severním distriktu, v Oblastní radě Misgav.

## Geografie
Leží v nadmořské výšce 324 metrů, v zalesněné a hornaté oblasti v centrální části Dolní Galileji, cca 18 kilometrů východně od břehů Středozemního moře a cca 25 kilometrů na západ od Galilejského jezera. Jihovýchodně od vesnice vytváří vádí Nachal Segev výrazné zalesněné údolí, na jehož protější straně se zvedá hora Har Šechanija. Na severní straně začíná vádí Nachal Avid. Jihovýchodně od osady se terén zvedá do vysočiny Harej Jatvat.
Obec se nachází cca 97 kilometrů severovýchodně od centra Tel Avivu a cca 25 kilometrů severovýchodně od centra Haify. Rakefet obývají Židé, přičemž osídlení v tomto regionu je etnicky smíšené. 3 kilometry na východ leží město Sachnin, které obývají izraelští Arabové. Na západní straně jsou to arabská města Tamra a Kabul. 3 kilometry jihozápadním směrem od Rakefet leží menší arabské město Kaukab Abu al-Hidža. Jediným větším židovským sídlem je město Karmiel 6 kilometrů severně od osady. Krajina mezi těmito městskými centry je ovšem postoupena řadou menších židovských vesnic, které zde, západně a severozápadně od Sachninu vytvářejí souvislý blok.
Obec Rakefet je na dopravní síť napojena pomocí lokální silnice číslo 805, jež spojuje pobřežní nížinu a Sachnin a která se u vesnice kříží s lokální silnicí číslo 784 směřující k jihu, do údolí Bejt Netofa.

## Dějiny
Vesnice Rakefet byla založena v roce 1981 v rámci programu Micpim be-Galil, který vrcholil na přelomu 70. a 80. let 20. století a v jehož rámci vznikly v Galileji desítky nových židovských vesnic s cílem posílit židovské demografické pozice v tomto regionu a nabídnout kvalitní bydlení kombinující výhody života ve vesnickém prostředí a předměstský životní styl.
Zakladateli Rakefet byla skupina, která se zformovala ve městech Rišon le-Cijon a Cholon a procházela zemědělským výcvikem ve vesnici Moledet. Rakefet byl původně mošavem (mošav šitufi), ale v srpnu 1989 prošel privatizací a změnil se na společnou osadu, bez družstevních prvků v hospodaření.
Ekonomika obce je založena na zemědělství, podnikání a turistickém ruchu. Ve vesnici je k dispozici obchod, plavecký bazén a sportovní areály. Fungují tu zařízení předškolní péče o děti. Na západní straně k vesnici přiléhá komplex Misgav, ve kterém sídlí úřady oblastní rady, regionální vzdělávací ústavy včetně střední školy a zdravotní instituce.
Rakefet má výhledově projít výraznou expanzí. Územní plán počítá s rozšířením o 350 bytových jednotek, už probíhá první fáze s 50 bytovými jednotkami.

## Demografie
Obyvatelstvo Rakefet je sekulární. Podle údajů z roku 2014 tvořili populaci v Rakefet Židé (včetně statistické kategorie "ostatní", která zahrnuje nearabské obyvatele židovského původu ale bez formální příslušnosti k židovskému náboženství). O bytové jednotky v tomto ryze židovském sídle ale projevili zájem i Arabové ze sousedních obcí. V roce 2007 řešil Nejvyšší soud Izraele případ arabského manželského páru z rodiny Zubejdat, kteří se usilovali stát občany vesnice Rakefet. Vedení Oblastní rady Misgav s tím nesouhlasilo, protože by podle něj narušilo sociální strukturu členských vesnic. Soudní spor se točil okolo praxe, kdy uchazeče o usazení ve vesnicích typu společná osada schvaluje výbor tvořený zástupci rezidentů. Podle Arabů šlo o diskriminační praktiku.
Jde o menší sídlo vesnického typu s dlouhodobě výrazně rostoucím počtem obyvatel. K 31. prosinci 2014 zde žilo 922 lidí. Během roku 2014 populace klesla o 1,2 %.
| Rok            | 1983 | 1995 | 2001 | 2003 | 2004 | 2005 | 2006 | 2007 | 2008 | 2009 | 2010 | 2011 | 2012 | 2013 | 2014 |
| -------------- | ---- | ---- | ---- | ---- | ---- | ---- | ---- | ---- | ---- | ---- | ---- | ---- | ---- | ---- | ---- |
| Počet obyvatel | 54   | 314  | 557  | 652  | 701  | 730  | 761  | 814  | 824  | 804  | 829  | 834  | 899  | 933  | 922  |